# Cuna vacía
Cuna vacía é uma telenovela mexicana, produzida pela Televisa e exibida em 1967 pelo Telesistema Mexicano.

## Elenco
- Luz María Aguilar
- Miguel Córcega
- María Idalia
- Nancy Mackenzie